# Falcon Heavy

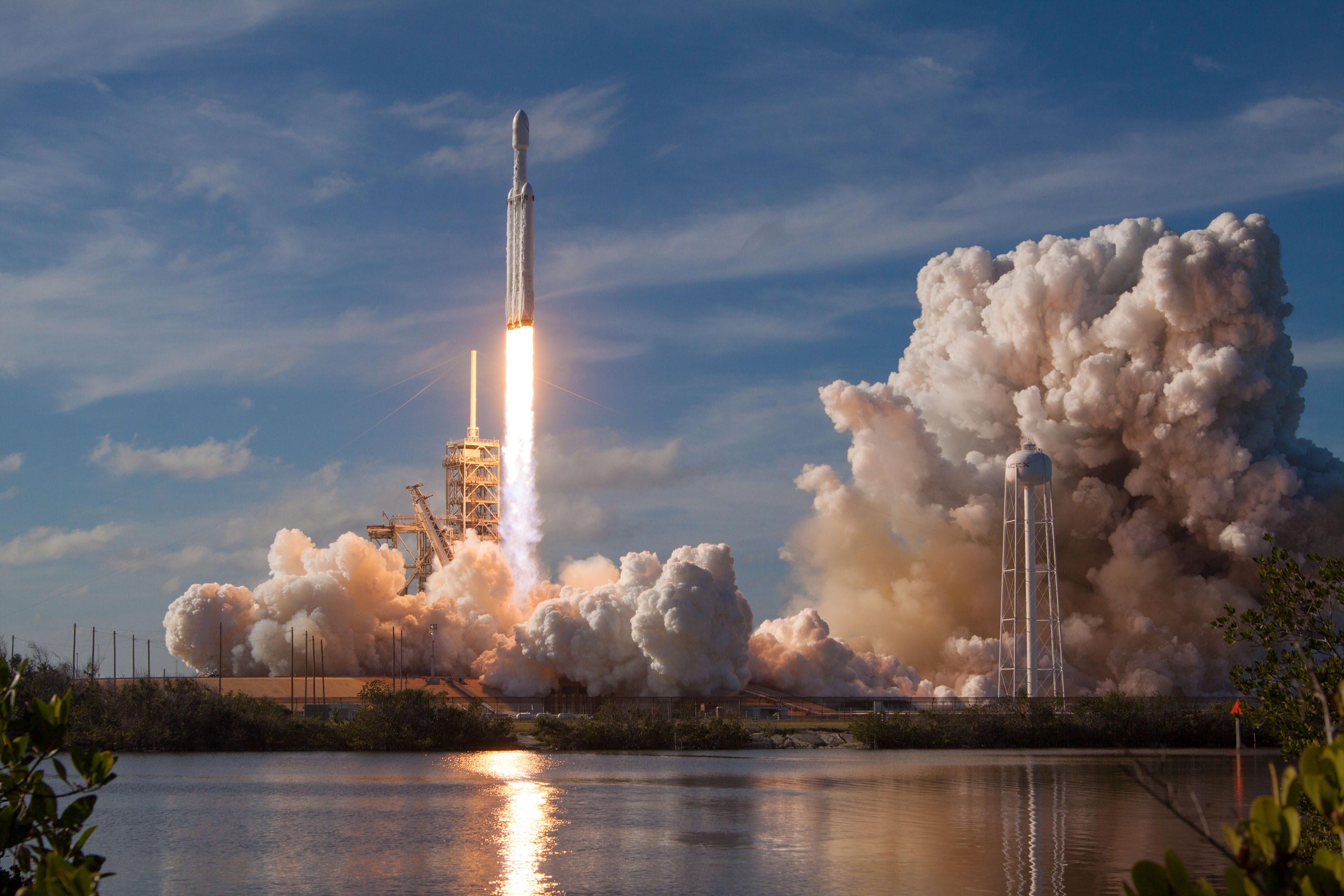
Lançamento de 6 de fevereiro de 2018

O Falcon Heavy (FH), anteriormente conhecido como Falcon 9 Heavy, é um veículo de lançamento reutilizável de origem estadunidense projetado e produzido pela empresa SpaceX. O Falcon Heavy é o foguete mais poderoso do mundo em operação e o maior desde o Saturn V da NASA.
Os dois estágios desse veículo, usam a combinação: LOX e RP-1 como combustível, e um motor também projetado e fabricado pela SpaceX, o Merlin 1D. Algumas variantes do Falcon Heavy, estão planejadas, com cargas úteis variando entre 54 400 kg para LEO e 22 200 kg para GTO. Estimativas prévias, sugerem a possibilidade de maiores cargas úteis em órbitas acima da LEO, incluindo 19 000 kg em GTO e 16 000 kg em trajetórias de injeção translunar, e 13 600 kg em trajetórias de injeção transmarciana.

## História
Os conceitos para um veículo de lançamento Falcon Heavy foram inicialmente discutidos já em 2004. SpaceX revelou o plano do Falcon Heavy para o público em uma conferência de imprensa do Washington DC em abril de 2011, com o voo de teste inicial planejado para 2013.
Vários fatores atrasaram o voo inaugural planejado de 5 anos para 2018, incluindo duas anomalias com os veículos lançadores do Falcon 9, que exigiram que todos os recursos de engenharia fossem dedicados à análise de falhas, suspendendo as operações de voo por muitos meses. A integração e os desafios estruturais da combinação de três núcleos Falcon 9 foram muito mais difíceis do que o esperado.
Em julho de 2017, Elon Musk disse: "Na verdade, acabou sendo muito mais difícil do que pensávamos fazer o Falcon Heavy. Realmente muito mais difícil do que pensávamos inicialmente. Fomos bastante ingênuos sobre isso".
O voo de teste inicial do Falcon Heavy decolou em 6 de fevereiro de 2018, às 20h45 UTC (16h45 UTC−3; 19h45 GMT), carregando sua carga fictícia, o Tesla Roadster de Elon Musk, além da órbita de Marte.

### Concepção e financiamento
Musk mencionou o Falcon Heavy em uma atualização de notícias de setembro de 2005, referindo-se a um pedido de cliente de 18 meses antes. Várias soluções usando o planejado Falcon 5 (que nunca voou) foram exploradas, mas a única iteração confiável e econômica foi a que usou um primeiro estágio de 9 motores - o Falcon 9. O Falcon Heavy foi desenvolvido com capital privado, com Musk afirmando que o custo foi de mais de US$ 500 milhões. Nenhum financiamento do governo foi fornecido para o seu desenvolvimento.

### Design e desenvolvimento
O design do Falcon Heavy é baseado na fuselagem e nos motores do Falcon 9.
Em 2008, a SpaceX tinha como objetivo o primeiro lançamento do Falcon 9, que seria lançado em 2009, enquanto o "Falcon 9 Heavy estaria pronto em alguns anos". Falando na Conferência da Mars Society em 2008, Musk também indicou que esperava que um estágio movido a hidrogênio ocorresse 2 a 3 anos depois (o que seria em torno de 2013).
Em abril de 2011, as capacidades e o desempenho do veículo Falcon 9 foram melhor compreendidas, tendo a SpaceX completado duas missões de demonstração bem-sucedidas para a LEO, uma das quais incluiu a ignição do motor do segundo estágio. Em uma conferência de imprensa no National Press Club, em Washington, D.C. em 5 de abril de 2011, Musk afirmou que o Falcon Heavy "carregaria mais carga para orbitar ou velocidade de escape do que qualquer outro veículo na história, além do foguete lunar Saturno V... e do foguete Energia da União Soviética". No mesmo ano, com o aumento esperado na demanda por ambas as variantes, a SpaceX anunciou planos para expandir a capacidade de produção "à medida que desenvolvem a capacidade de produzir um primeiro estágio do Falcon 9 ou um reforço lateral do Falcon Heavy a cada semana, e um estágio superior a cada duas semanas".
Em 2015, a SpaceX anunciou uma série de mudanças no foguete Falcon Heavy, que funcionou paralelamente à atualização do veículo de lançamento do Falcon 9 v1.1. Em dezembro de 2016, a SpaceX divulgou uma foto mostrando o dois estágios da Falcon Heavy na sede da empresa em Hawthorne, Califórnia.

## Lançamentos
O primeiro teste de voo do Falcon Heavy foi realizado em janeiro de 2018. Segundo Elon Musk, naquele momento, disse que a SpaceX almejava lançar até a órbita do planeta Marte o automóvel "Tesla Roadster", tendo como trilha sonora a música "Space Oddity", de David Bowie.
Em 6 de fevereiro de 2018 às 15h45 EST (20h45 UTC), SpaceX lançou os três primeiros estágios do foguete e dois aterraram na estação da Força Aérea de Cabo Canaveral com sucesso. A carga útil, seu primeiro módulo levava o carro Tesla Roadster de Elon Musk e um manequim em um traje espacial como uma homenagem.
Devido a melhorias no desempenho do Falcon 9, alguns dos satélites mais pesados enviados para a GTO, como o Intelsat 35e e o Inmarsat-5 F4, acabaram sendo lançados antes da estreia do Falcon Heavy. A SpaceX antecipou que o primeiro lançamento comercial (Voo 2) da Falcon Heavy seria de três a seis meses após um voo de inauguração bem-sucedido (Voo 1), mas devido a atrasos a primeira carga comercial, o Arabsat 6A, foi lançada com sucesso em 11 de abril de 2019.

### Lançamentos e cargas úteis
| Lançamento | Data planejada                    | Carga útil                                                          | Cliente                                        | Resultado |
| ---------- | --------------------------------- | ------------------------------------------------------------------- | ---------------------------------------------- | --------- |
| Voo 1      | 6 de fevereiro de 2018, 20h45 UTC | Tesla Roadster de Elon Musk                                         | SpaceX                                         | Sucesso   |
| Voo 2      | 11 de abril de 2019, 22h35 UTC    | Arabsat 6A                                                          | Arabsat                                        | Sucesso   |
| Voo 3      | 25 de Junho de 2019, 06h00 UTC    | STP-2                                                               | DoD                                            | Sucesso   |
| Voo 4      | 1 de Novembro de 2022, 13:41 UTC  | USSF-44                                                             | Força Espacial dos Estados Unidos              | Sucesso   |
| Voo 5      | 15 de Janeiro de 2023, 22:56 UTC  | USSF-67                                                             | Força Espacial dos Estados Unidos              | Sucesso   |
| Voo 6      | 1 de Maio de 2023, 00:26 UTC      | ViaSat-3 Americas, Arcturus (Aurora 4A), G-Space 1 (Nusantara-H1-A) | Viasat, Astranis, PT Pasifik Satelit Nusantara | Sucesso   |
| Voo 7      | 29 de Julho de 2023, 03:04 UTC    | EchoStar 24 (Jupiter 3)                                             | EchoStar                                       | Sucesso   |
| Voo 8      | 13 de Outubro de 2023, 14:19 UTC  | Psyche                                                              | NASA                                           | Sucesso   |
| Voo 9      | 29 de Dezembro de 2023, 01:07 UTC | USSF-52 (OTV-7)                                                     | Força Espacial dos Estados Unidos              | Sucesso   |
| Voo 10     | 25 de Junho de 2024, 21:26 UTC    | GOES-U                                                              | NOAA                                           | Sucesso   |
| Voo 11     | 14 de Outubro de 2024, 16:06 UTC  | Europa Clipper                                                      | NASA                                           | Sucesso   |
| –          | Dezembro 2025                     | Griffin Mission One                                                 | NASA                                           | Planejado |
| –          | 2025                              | USSF-75                                                             | Força Espacial dos Estados Unidos              | Planejado |
| –          | 2025                              | USSF-70                                                             | Força Espacial dos Estados Unidos              | Planejado |
| –          | NET 2026                          | Astrobotic Lunar Mission 3                                          | Astrobotic Technology                          | Planejado |
| –          | Maio 2027                         | Roman Space Telescope                                               | NASA                                           | Planejado |
| –          | NET 2027                          | GLS-1                                                               | SpaceX                                         | Planejado |
| –          | NET 2027                          | GLS-2                                                               | SpaceX                                         | Planejado |
| –          | 2027                              | Gateway PPE & HALO                                                  | NASA                                           | Planejado |
| –          | 2027                              | NROL-97                                                             | National Reconnaissance Office                 | Planejado |
| –          | 2027                              | USSF-15 (GPS IIIF-3)                                                | Força Espacial dos Estados Unidos              | Planejado |
| –          | 2027                              | USSF-174                                                            | Força Espacial dos Estados Unidos              | Planejado |
| –          | 2027                              | USSF-186                                                            | Força Espacial dos Estados Unidos              | Planejado |
| –          | 5 de julho de 2028                | Dragonfly                                                           | NASA                                           | Planejado |